# Eptatretus deani
Eptatretus deani är en ryggsträngsdjursart som först beskrevs av Barton Warren Evermann och Edmund Lee Goldsborough 1907.  Eptatretus deani ingår i släktet Eptatretus och familjen pirålar. IUCN kategoriserar arten globalt som otillräckligt studerad. Inga underarter finns listade i Catalogue of Life.